# La Mesita del Cuajari
La Mesita del Cuajari es una congregación del municipio de Sahuaripa ubicada en el este del estado mexicano de Sonora, en la zona baja de la Sierra Madre Occidental. Según los datos del Censo de Población y Vivienda realizado en 2010 por el Instituto Nacional de Estadística y Geografía (INEGI), La Mesita del Cuajari tiene un total de 126 habitantes.